# Myzus ajugae
Myzus ajugae är en insektsart. Myzus ajugae ingår i släktet Myzus och familjen långrörsbladlöss. Inga underarter finns listade i Catalogue of Life.